# Teng (Cameroun)
Pour les articles homonymes, voir Teng.
Teng est une localité du Cameroun située dans le département du Dja-et-Lobo et la Région du Sud. Elle fait partie de la commune de Bengbis et se trouve sur la route qui relie Bengbis à Biyebe.

## Population
La plupart des habitants sont des Boulou.
En 1963, Teng I comptait 127 personnes et Teng II 138. Lors du recensement de 2005, on a dénombré 106 habitants à Teng I et 216 à Teng II.

## Économie
La culture du cacao est l'activité la plus courante dans le village.

## Éducation
Teng II possédait depuis près d'une siècle une école catholique, mais une école primaire publique de trois salles de classe a été construite en 1982 par les habitants eux-mêmes.